# Nguyễn Quang Dũng (nhà làm phim)
Nguyễn Quang Dũng (sinh ngày 18 tháng 12 năm 1978) là một nam nhà làm phim người Việt Nam. Được đánh giá là một trong những nhà làm phim Việt Nam xuất sắc nhất trong thế hệ của mình, anh được khán giả biết đến qua các tác phẩm Nụ hôn thần chết (2008), Mỹ nhân kế (2013), Tháng năm rực rỡ (2018), Tiệc trăng máu (2020), Giấc mơ của mẹ, Em và Trịnh, Trịnh Công Sơn (2022) và Đất rừng phương Nam (2023).

## Tiểu sử
Nguyễn Quang Dũng sinh ngày 18 tháng 12 năm 1978 tại Thành phố Hồ Chí Minh, nguyên quán xã Mỹ Luông (nay là thị trấn Mỹ Luông), huyện Chợ Mới, tỉnh An Giang. Cha anh là nhà văn Nguyễn Quang Sáng và mẹ là bà Lương Thị Phương. Từ nhỏ, anh đã có nhiều cơ hội tiếp xúc với các nhân vật nổi tiếng ở nhiều lĩnh vực khác nhau như nhạc sĩ Trịnh Công Sơn, nhạc sĩ Văn Cao, nhà thơ Nguyễn Duy. Nhạc phẩm thiếu nhi nổi tiếng "Mẹ đi vắng" chính là tác phẩm do nhạc sĩ Trịnh Công Sơn phổ nhạc từ lời bài hát của anh.
Nguyễn Quang Dũng từng giành giải môn bóng bàn tại một số cuộc thi thể thao cấp thành phố, nhưng đến năm 15 tuổi, anh phải từ bỏ vì thể lực yếu. Lúc này Quang Dũng đang học trường Lê Quý Đôn, Quận 3 và sau đó thì đậu vào trường cấp 3 Hoàng Hoa Thám, Quận Bình Thạnh. Anh tự nhận mình là người học dốt nhất nhà, bố anh cũng không thấy được điểm gì nổi trội ở anh. Nguyễn Quang Dũng thì vào trường Trường Đại học Sân khấu – Điện ảnh Thành phố Hồ Chí Minh năm 1996.

## Sự nghiệp
Anh từng theo học khoa Đạo diễn khóa 1 của trường Sân khấu Điện ảnh cùng với Vũ Ngọc Đãng và tốt nghiệp loại giỏi vào năm 2000. Khi đang khó khăn để tìm việc làm anh được giám đốc Nguyễn Hồ của hãng phim TFS  thông báo cho phép làm một bộ phim dài 90 nếu có kịch bản đủ hấp dẫn. Kịch bản Con gà trống do cha anh viết đã được hãng phim TFS phê duyệt trước đó được anh đem nộp. Kịch bản dù hay nhưng có những chi tiết khó chuyển thể nên không đạo diễn nào trước đó dám nhận, bản thân Quang Dũng cũng biết khó nên hoãn việc sản xuất. Anh tham gia làm phó đạo diễn cho bộ phim Vũ khúc con cò, với bộ phim này, Dũng tham gia hầu hết các khâu để có thêm kinh nghiệm. Sau Vũ khúc con cò, Quang Dũng trở lại với kịch bản Con gà trống, mọi phương án kịch bản mà anh dựng đều dẫn đến vượt mức kinh phí quy định. TFS không đồng ý nới rộng kinh phí và bắt anh phải lược bớt để phù hợp với điều kiện kinh tế, không đồng ý, Quang Dũng tuyên bố từ bỏ dự án. Nhưng ít hôm sau, đại diện của TFS đến thương lượng lại về kinh phí sản xuất. Khi công việc hoàn tất, bản thân Quang Dũng không ưng ý lắm với tác phẩm củ mình nhưng nó cũng đã giúp anh trưởng thành hơn. Bộ phim sau đó đoạt giải thưởng Văn học - Nghệ thuật TP.HCM 2000 - 2003.
Vào những năm 2000, Nguyễn Quang Dũng được biết đến nhiều hơn qua các phim như Hồn Trương Ba, da hàng thịt, Nụ hôn thần chết, Giải cứu thần chết, Những nụ hôn rực rỡ. Năm 2004, anh tham gia viết nhạc phim và đóng một vai phụ trong phim "Những cô gái chân dài". Đồng thời nhạc phim do chính anh sáng tác đã tiêu thụ được hơn 6000 bản, một con số hiếm có của nhạc phim thời bấy giờ.

### Những bộ phim "Thần chết"
Năm 2007, dự án phim Nụ hôn thần chết đã nhận được sự chú ý của khán giả. Ra mắt vào dịp tết nguyên đán 2008 với chi phí đầu tư 5 tỷ đồng, bộ phim đã nhanh chóng thu được 1,5 tỷ chỉ sau 3 ngày công chiếu và đạt đến doanh thu 16 tỷ tương đương 1 triệu USD, một doanh thu ở mức kỷ lục, trở thành bộ phim Việt Nam có doanh thu cao nhất năm 2008. Cùng năm, tại hội sách tổ chức tại Thành phố Hồ Chí Minh, anh cho ra mắt ấn bản Nụ hôn thần chết. Tác phẩm này thậm chí bán chạy hơn bút ký mới nhất của cha anh là "Nhà văn về làng".
Sau sự thành công của Nụ hôn thần chết, Quang Dũng tiếp tục dự án Nụ hôn thần chết 2 với tên Giải cứu thần chết. Khác với phần 1 có sự tham gia của 2 diễn viên chính có tiếng là Thanh Hằng và Johnny Trí Nguyễn, dự án phần 2 này là sự góp mặt của các diễn viên trẻ thời bấy giờ như Minh Hằng, Chí Thiện, Baggio, Đông Nhi. Tuy vậy, sau khi ra rạp vào ngày 15 tháng 1 năm 2009, bộ phim đã nhanh chóng đạt doanh thu 20 tỷ đồng, lập nên một kỷ lục mới cho phim tết, trở thành bộ phim Việt có doanh thu cao nhất năm 2009. Trong 2 năm liên tiếp, bộ phim tết có doanh thu cao nhất đều là tác phẩm của Nguyễn Quang Dũng.

### Những kỷ lục doanh thu
Năm 2013, bộ phim Mỹ nhân kế của anh ra mắt vào dịp Tết Nguyên Đán tiếp tục trở lập kỷ lục doanh thu với con số 52 tỷ đồng. Đây là bộ phim có chi phí đầu tư lên đến 12 tỷ đồng, là dự án phim lớn nhất vào năm 2012. Dù bị nhiều đánh giá cho rằng đây là "hài nhảm", nhưng bộ phim vẫn đạt được kỷ lục doanh thu và được công chiếu tại Mỹ. Nguyễn Quang Dũng là người mở đầu cho xu hướng phim doanh thu khủng và cũng là người có 3 tác phẩm nằm trong danh sách 6 phim Việt có doanh thu cao nhất tính đến năm 2013.
Đầu năm 2015, Quang Dũng cho ra mắt bộ phim Siêu nhân X. Đây là một sự thay đổi phong cách của anh khi xây dựng một bộ phim về "siêu anh hùng". Siêu nhân X cũng là bộ phim Việt Nam đầu tiên về "siêu nhân". Tuy nhiên chỉ trong ngày đầu tiên công chiếu, bản quay lén tại rạp phim đã bị rò rỉ trên các trang mạng xã hội. Tính từ ngày 14 đến ngày 25 tháng 2, bộ phim chỉ thu về được 16 tỷ đồng, thấp hơn nhiều các bộ phim chiếu cùng kỳ. Cũng trong năm này, Quang Dũng tham gia dự án Em là bà nội của anh với vai trò đồng sản xuất. Đây là bộ phim điện ảnh đầu tiên mà anh lui về với vai trò Nhà sản xuất và hợp tác cùng đạo diễn Phan Gia Nhật Linh. Bộ phim đã thu về được 102 tỉ đồng, trở thành bộ phim có doanh thu cao nhất lịch sử điện ảnh Việt Nam.

### Chuyển thể và remake
Sau 2 năm, anh trở lại với dự án phim điện ảnh Dạ cổ hoài lang, chuyển thể vở kịch nổi tiếng cùng tên của Nghệ sĩ ưu tú Thanh Hoàng. Bộ phim có sự tham gia của các Nghệ sĩ ưu tú Hoài Linh, Ngọc Hiệp và nghệ sĩ hài Chí Tài. Bộ phim được cho ra mắt vào tháng 3 trong sự chú ý và chờ đợi của khán giả. Tuy nhiên, đoàn phim nhanh chóng vấp phải chỉ trích khi sử dụng hình ảnh của bà Tống Mỹ Linh - phu nhân của Tưởng Giới Thạch - làm ảnh thờ trong bộ phim. Nguyễn Quang Dũng đã phải đứng ra xin lỗi khán giả vì sự cố này. Mặc dù nhận được nhiều sự chú ý từ khi chưa ra mắt, nhưng bộ phim này không nhận được phản hồi tích cực như dự kiến, doanh thu không cao, thậm chí được xếp vào một trong những bộ phim đáng quên nhất trong năm 2017.
Năm 2018, Quang Dũng tiếp tục với một dự án phim học đường Tháng năm rực rỡ, một bản remake bộ phim Sunny của Hàn Quốc. Bộ phim này đã gây nên một cơn sốt vào thời điểm công chiếu, nhanh chóng thu về được 35 tỷ đồng trong 1 tuần và 65 tỷ chỉ trong vòng 10 ngày. Mặc dù là bản làm lại, nhưng bộ phim của Quang Dũng mang đậm "chất" Việt Nam, cũng là lý do khiến bộ phim này được đông đảo khán giả Việt Nam ủng hộ và giới chuyên môn đánh giá cao. Đây cũng được xem là "bước ngoặc" cho dòng phim remake tại Việt Nam.  Sau 1 tháng công chiếu, bộ phim đã thu được hơn 84 tỷ đồng doanh thu, trở thành 1 trong 5 bộ phim Việt có doanh thu cao nhất. Bên cạnh việc nhận được sự chú ý khi công chiếu tại Liên hoan phim quốc tế Tokyo, bộ phim còn được đề cử và đoạt giải ở nhiều hạng mục tại nhiều lễ trao giải khác nhau như Giải Cánh diều, Liên hoan phim Việt Nam.
Năm 2020, anh tiếp tục một dự án phim chuyển thể mới khi cho ra mắt Tiệc trăng máu, dựa trên Perfect Strangers – bộ phim Italy nắm kỷ lục Guinness được remake nhiều nhất thế giới. Sau khi ra rạp vào ngày 23 tháng 10, bộ phim nhanh chóng thu được 45 tỷ đồng chỉ trong tuần đầu tiên, trở thành bộ phim có doanh thu cuối tuần cao nhất từ đầu năm 2020. Đến ngày 2 tháng 11, chỉ sau 2 tuần, bộ phim chính thức cán mốc doanh thu 100 tỷ, đánh dấu lần đầu tiên Nguyễn Quang Dũng đạo diễn một bộ phim đạt được con số doanh thu này. Đến đầu tháng 12, nhà phát hành đã công bố bộ phim này đạt doanh thu trên 175 tỷ đồng, lọt top 3 bộ phim Việt doanh thu cao nhất từ trước đến nay.

### Dự án "Trịnh Công Sơn"
Năm 2019, Nguyễn Quang Dũng và Phan Gia Nhật Linh gây sự chú ý với dự án phim điện ảnh về Trịnh Công Sơn. Từ khi mới được công bố, bộ phim liên tục nhận được sự quan tâm từ báo chí và khán giả, đặc biệt là khi đoàn làm phim đưa hơn 50 ca khúc trữ tình nổi tiếng của Trịnh Công Sơn vào phim. Bên cạnh đó, việc lựa chọn diễn viên cũng liên tục gây chú ý khi cố nhạc sĩ Trịnh Công Sơn là người có tầm ảnh hưởng lớn trong nền âm nhạc Việt Nam. Sau các buổi casting quy mô lớn, Alvin Lu và Nghệ sĩ ưu tú Trần Lực đã được chọn để đảm nhiệm vai chính Trịnh Công Sơn. Mặc dù không tiếp tục đóng vai trò là đạo diễn hay biên kịch, nhưng Quang Dũng đóng vai trò quan trọng trong đoàn phim với tư cách Nhà sản xuất và cố vấn khi cha anh là một trong những người bạn thân nhất của Trịnh Công Sơn lúc sinh thời; bản thân anh cũng có tuổi thơ gắn liền với vị nhạc sĩ này. Sau nhiều lần trì hoãn vì thiên tai, ngày 17 tháng 10 năm 2020 thì bộ phim "Em và Trịnh" chính thức được khởi quay, dự định ra mắt vào năm 2021 đúng vào kỷ niệm 20 năm ngày mất của cố nhạc sĩ. Đến tháng 4 năm 2021, bộ phim chính thức đóng máy. Mặc dù chỉ quay trong vòng 5 tháng nhưng tổng chi phí cho bộ phim này là 50 tỷ đồng.
Bộ phim dự kiến sẽ ra rạp vào Giáng sinh cùng năm, tuy nhiên vì ảnh hưởng của Đại dịch COVID-19 mà ngày chiếu liên tục bị dời đến tháng 4 và tháng 6 năm 2022. Ngày 9 tháng 6, cả hai phiên bản của bộ phim là "Em và Trịnh" và "Trịnh Công Sơn" đã được ra mắt tại thành phố Hồ Chí Minh. Sau khi ra rạp, cả hai bộ phim đều nhận được sự chú ý từ khán giả cũng như cánh báo giới. Việc cho ra đời 2 bộ phim có nội dung chính giống nhau đáng kể đã gây ra nhiều tranh cãi cũng như sự chỉ trích đến đội ngũ sản xuất bộ phim. Đến ngày 17 tháng 6, đơn vị phát hành phim đã chính thức ra thông báo chừng chiếu phiên bản 95 phút là "Trịnh Công Sơn", chỉ còn bản phim 136 phút là "Em và Trịnh" tiếp tục phục vụ khán giả. Là một bộ phim tiểu sử xây dựng trên cuộc đời một người nổi tiếng như Trịnh Công Sơn, bộ phim vấp phải rất nhiều chỉ trích về hình tượng được xây dựng trong phim. Bên cạnh đó cũng có rất nhiều ý kiến trái chiều, nhiều luồng ý kiến khen chê khác nhau về bộ phim. Tuy nhiên, chính các luồng ý kiến trái chiều như vậy được cho là một trong những nguyên nhân khiến cho bộ phim đạt được nhiều sự chú ý và nhanh chóng đạt được một lượng doanh thu tốt. Đến tháng 7, Em và Trịnh trở thành bộ phim Việt đầu tiên đạt được doanh thu 100 tỷ đồng trong năm 2022.
Tranh cãi xung quanh Em và Trịnh không chỉ xuất hiện khi bộ phim đang công chiếu, mà một thời gian sau bộ phim tiếp tục vướng phải lùm xùm với một trong những hình tượng có thật của bộ phim, giáo sư Michiko. Vị giáo sư này đã yêu cầu nhà sản xuất bộ phim đưa ra lời xin lỗi công khai khi khai thác đời tư mà chưa có sự đồng ý của bà. Ngày 30 tháng 9, đoàn làm phim đã chính thức lên tiếng xin lỗi về vấn đề này.

### Đất rừng phương Nam
Năm 2022, Nguyễn Quang Dũng được xác nhận làm đạo diễn kiêm nhà sản xuất cho Đất rừng phương Nam, được chuyển thể từ phim truyền hình Đất phương Nam. Bộ phim được ra mắt vào ngày 16 tháng 10 năm 2023.

## Tác phẩm

### Phim điện ảnh
| Năm  | Tựa đề                          | Vai trò  | Vai trò   | Vai trò  | Vai trò | Ghi chú                     | Nguồn           |
| Năm  | Tựa đề                          | Đạo diễn | Biên kịch | Sản xuất | Khác    | Ghi chú                     | Nguồn           |
| ---- | ------------------------------- | -------- | --------- | -------- | ------- | --------------------------- | --------------- |
| 2002 | Vũ khúc con cò                  | Không    | Không     | Không    | Có      | Phó đạo diễn                | [ 110 ]         |
| 2004 | Những cô gái chân dài           | Không    | Không     | Không    | Có      | Nhà soạn nhạc               | [ 111 ]         |
| 2006 | Hồn Trương Ba, da hàng thịt     | Có       | Có        | Không    | Không   |                             | [ 112 ] [ 113 ] |
| 2009 | Nụ hôn thần chết                | Có       | Có        | Không    | Có      | Diễn viên                   | [ 114 ]         |
| 2010 | Giải cứu thần chết              | Có       | Có        | Không    | Không   |                             | [ 115 ]         |
| 2013 | Mỹ nhân kế                      | Có       | Có        | Không    | Không   |                             | [ 116 ]         |
| 2015 | Siêu nhân X                     | Có       | Có        | Không    | Không   |                             | [ 117 ] [ 118 ] |
| 2015 | Em là bà nội của anh            | Không    | Không     | Có       | Không   |                             | [ 119 ]         |
| 2017 | Dạ cổ hoài lang                 | Có       | Có        | Không    | Không   |                             | [ 120 ] [ 121 ] |
| 2018 | Tháng năm rực rỡ                | Có       | Có        | Có       | Không   |                             | [ 122 ]         |
| 2018 | Chuyến đi của thanh xuân        | Có       | Không     | Không    | Không   | Phim ngắn                   | [ 123 ]         |
| 2019 | Ước hẹn mùa thu                 | Có       | Có        | Không    | Không   |                             | [ 124 ]         |
| 2020 | Tiệc trăng máu                  | Có       | Không     | Không    | Không   |                             | [ 125 ]         |
| 2022 | Em và Trịnh                     | Không    | Không     | Có       | Có      | Giám đốc sáng tạo           | [ 126 ]         |
| 2023 | Đất rừng phương Nam             | Có       | Không     | Có       | Không   |                             | [ 127 ]         |
| 2025 | Yêu nhầm bạn thân               | Có       | Không     | Có       | Không   | Đồng đạo diễn Diệp Thế Vinh | [ 128 ]         |
| TBA  | 50 First Dates – Phiên bản Việt | Có       | Không     | Không    | Không   | Tiền kỳ                     | [ 129 ]         |

### Truyền hình
| Năm       | Tựa đề                                    | Vai trò                  | Ghi chú   | Nguồn                   |
| --------- | ----------------------------------------- | ------------------------ | --------- | ----------------------- |
| 1995      | Như một huyền thoại                       | Nhà soạn nhạc            | Phim ngắn |                         |
| 2001      | Chuột                                     | Nhà soạn nhạc            | Phim ngắn | [ 130 ]                 |
| 2003      | Con gà trống                              | Đạo diễn                 | Phim ngắn | [ 131 ] [ 132 ]         |
| 2012      | Bình luận Euro 2012                       | Khách mời                | Euro 2012 |                         |
| 2014      | Hoa khôi Áo dài Việt Nam                  | Tổng đạo diễn, Giám khảo |           |                         |
| 2010–2023 | Vietnam Idol: Thần tượng Âm nhạc Việt Nam | Giám khảo                | Mùa 3–8   | [ 133 ] [ 134 ] [ 135 ] |
| 2023      | The Khang Show                            | Khách mời                | Tập 55    |                         |

## Giải thưởng
| Năm  | Lễ trao giải                             | Hạng mục                                 | Tác phẩm            | Kết quả   | Nguồn   |
| ---- | ---------------------------------------- | ---------------------------------------- | ------------------- | --------- | ------- |
| 2003 | Văn học nghệ thuật Thành phố Hồ Chí Minh |                                          | Con gà trống        | Đoạt giải | [ 136 ] |
| 2008 | Giải Cánh diều 2007                      | Biên kịch phim truyện nhựa xuất sắc nhất | Nụ hôn thần chết    | Đoạt giải | [ 137 ] |
| 2009 | Giải Mai Vàng 2008                       | Đạo diễn phim điện ảnh                   | Nụ hôn thần chết    | Đề cử     | [ 138 ] |
| 2011 | Liên hoan phim Việt Nam lần thứ 17       | Đạo diễn triển vọng                      | Những nụ hôn rực rỡ | Đoạt giải | [ 139 ] |
| 2018 | Giải Cánh diều 2017                      | Phim truyện xuất sắc nhất                | Dạ cổ hoài lang     | Bằng khen | [ 140 ] |
| 2019 | Giải Cánh diều 2018                      | Đạo diễn phim điện ảnh xuất sắc nhất     | Tháng năm rực rỡ    | Đề cử     | [ 141 ] |
| 2019 | Giải Cánh diều 2018                      | Phim điện ảnh xuất sắc nhất              | Tháng năm rực rỡ    | Đề cử     | [ 141 ] |
| 2019 | Liên hoan phim Việt Nam lần thứ 21       | Đạo diễn phim điện ảnh xuất sắc nhất     | Tháng năm rực rỡ    | Đề cử     | [ 142 ] |
| 2020 | Ngôi Sao Xanh                            | Đạo diễn phim xuất sắc nhất              | Tiệc trăng máu      | Đoạt giải | [ 143 ] |

## Sự việc liên quan

### "Bôi bẩn" Đà Lạt
Trong quá trình làm bộ phim "Chuyến đi của thanh xuân" để quảng cáo cho hãng giày Biti's, Nguyễn Quang Dũng và đoàn làm phim đã nhận được nhiều lời chỉ trích khi bị cho là "bôi bẩn" Đà Lạt. Nguyên nhân đến từ hành động quét sơn lên đế giày, in dấu nó trên các bậc tam cấp của Nhà văn hóa thiếu nhi Đà Lạt và các thân cây thông. Đây được xem là một trong những hành động checkin phá hoại môi trường của giới trẻ. Mặc dù cuối phim đã có cảnh các diễn viên lau đi những dấu giày này nhưng cũng không ngăn được sự chỉ trích kịch liệt từ khán giả. Cuối cùng, hãng giày đã phải lên tiếng xin lỗi khán giả và tuyên bố "ngưng các hoạt động quảng bá phim ngắn này trên tất cả phương tiện truyền thông".

### Phát ngôn gây tranh cãi
Trong tình hình dịch bệnh COVID-19 bùng phát mạnh mẽ ở Thành phố Hồ Chí Minh từ tháng 6 năm 2021, Chính phủ Việt Nam và chính quyền thành phố đã ra nhiều quyết định về hạn chế di chuyển, hạn chế giao hàng để kiểm soát dịch bệnh. Vào cuối tháng 7, Nguyễn Quang Dũng đã có một bài viết trên trang cá nhân của mạng xã hội Facebook về "đề xuất" cho lực lượng Công an nhân dân đảm nhiệm việc giao hàng cho người dân trong tình hình dịch bệnh khó khăn này. Trong bài viết, anh ám chỉ việc lực lượng cảnh sát giao thông bao lâu nay đã "ăn tiền" của người dân, vậy nên đây là cách để "tri ân" và số tiền giao hàng sẽ được trừ dần vào những khoản tiền không sạch sẽ trước kia. Bài viết này của anh đã nhận được sự đồng ý của nhiều người nổi tiếng khác. Nhưng phát ngôn này nhanh chóng nhận được sự chỉ trích gay gắt của cư dân mạng Việt Nam. Nhiều người cho rằng đây là phát ngôn thiếu suy nghĩ, có thái độ giễu cợt lực lượng chức năng, đặc biệt là trong bối cảnh các lực lượng chức năng đang phải căng mình đảm bảo việc phòng chống dịch, thậm chí đã có khán giả lên tiếng đòi "tẩy chay" nam đạo diễn này. Thay vì lên tiếng giải thích hay xin lỗi vì phát ngôn này, nam đạo diễn đã nhanh chóng khóa bình luận và sau đó là khóa trang facebook cá nhân, từ chối các lời mời phỏng vấn. Bên cạnh những ý kiến đồng tình từ nhiều người nổi tiếng, ca sĩ Giang Hồng Ngọc đã lên tiếng chỉ trích trực tiếp phát ngôn này của Nguyễn Quang Dũng, cho rằng nếu anh không hỗ trợ được gì thì không nên vui đùa quá trớn.